# 王朝用 (隴西)
王朝用（1491年—？年），字行甫，陝西鞏昌府隴西縣人，民籍。明朝政治人物。

## 生平
治《春秋》，十一月初五日生，行一，由國子生中式正德八年（1513年）癸酉科陝西鄉試第十一名舉人，年三十一歲中式正德十六年辛巳科會試第一百十七名，第三甲第五十八名進士。授懷寧知縣，嘉靖四年（1525年）十月选授四川道试監察御史，上疏请停织造绒服之差，两淮巡盐，巡按山西，七年以事贬和州判官。十六年量移宣城县知县，以遭忌毁而罢。

## 家族
曾祖王仕暹；祖王原遣；父王鎰，正科；前母張氏；母張氏。具慶下，妻李氏，弟朝鳳。